# 今市町 (出雲市)
今市町（いまいちちょう）は、島根県出雲市に存在する町名である。
また、同町内には更にいくつかの町名が存在しており、西側から境町、相生町、新町、扇町、鑑町、若葉町、中町、代官町、塚根、半ケ沢町、本町、行幸町、京町、上町、中川町、東町が存在する。郵便番号は693-0001（出雲郵便局管区）である。

## 地理
- 今市町は出雲市駅の北側に広く位置している。同町の北西側には出雲市役所が位置している。
- 今市町の周りの他町名としては南に駅北町や駅南町、西に渡橋町、北に姫原町や今市町北本町、北東に大津新崎町、南東に上塩冶町とそれぞれ接している。

## 世帯数と人口
2022年（令和4年）7月31日現在の世帯数と人口は以下の通りである。
| 町丁   | 世帯数    | 人口    |
| ------ | --------- | ------- |
| 今市町 | 2,029世帯 | 4,576人 |

## 小・中学校の学区
市立小・中学校に通う場合、学区は以下の通りとなる。
| 番地 | 小学校             | 中学校             |
| ---- | ------------------ | ------------------ |
| 全域 | 出雲市立今市小学校 | 出雲市立第一中学校 |

## 交通

### 鉄道
- JR西日本山陰本線の出雲市駅と一畑電車北松江線の電鉄出雲市駅が今市町の南側にある。なおこれらの駅は今市町内ではなく駅北町内に存在する。
- 一畑電車北松江線の出雲科学館パークタウン前駅が今市町の東町に存在。

### バス
- バス路線では出雲市駅から一畑バスやスサノオ観光、谷本ハイヤーが同町内周辺にも通過している。

### 道路
- 今市町の北側に国道9号(山陰道)が東西を貫いている（一部では北隣の今市町北本町との境に沿っている）。また同町の西側（扇町や中町付近）に島根県道27号出雲市停車場線が、東側（中川町や東町付近）に島根県道277号多伎江南出雲線がいずれも南北に貫いている。

## 施設
- 一畑電車出雲科学館パークタウン前駅
- 出雲市役所
- 松江地方裁判所出雲支部
- 島根県立出雲高等学校
- 出雲市立幼稚園
- 今市幼稚園
- 今市乳児保育所
- 出雲科学館
- グリーンリッチホテル出雲
- ホテルα-1出雲
- ラピタ本店
- cafenaka蔵（レストラン）
- 羽根屋本店（レストラン）
- 小林病院
- 園山歯科医院
- 三原医院
- 一の谷公園
- 一の谷公園弓道場
- 法泉寺
- 念沸寺
- 薬王寺
- 慈眼寺
- 明顕寺
- 南泉寺
- 大念寺
- 妙見神社